# Fred Heiser
Fred Heiser (auch: Fredy Heiser) (* 20. November 1938; † 8. Februar 2019) war ein deutscher Fußballspieler.

## Laufbahn
Über die Stationen VfL Wolfsburg und SSV Velpke kam der Angreifer 1959 aus der Amateurliga Niedersachsen zum Nord-Oberligisten Hannover 96. Am Starttag der Runde 1959/60 debütierte Heiser auf der Mittelstürmerposition in der Fußball-Oberliga Nord. Er gewann mit den "Roten" vor 35.000 Zuschauern das Heimspiel gegen den Hamburger SV mit 2:1 Toren. Am zweiten Spieltag, den 23. August 1959, erzielte er beim 3:1-Auswärtserfolg bei Altona 93 seine ersten Tore in der Oberliga. Trainer Günter Grothkopp setzte den Neuzugang in 19 Spielen in der Oberliga ein, Heiser erzielte neun Tore und Hannover 96 belegte den sechsten Tabellenrang. In seiner zweiten Oberligarunde, 1960/61, erzielte er in 24 Ligaspielen 18 Tore. Der DFB nominierte ihn deshalb am 13. Mai 1961 beim Länderspiel der Juniorenelf U 23 in Waterschei gegen Belgien als Mittelstürmer. Die deutschen Nachwuchshoffnungen – Halbrechts Helmut Haller – gewannen das Spiel mit 3:1 Toren. Von 1959 bis 1963 absolvierte Heiser für Hannover in der Oberliga Nord 98 Spiele und erzielte dabei 42 Tore. Im letzten Jahr der Oberliga, 1962/63, belegten die 96er unter Trainer Heinz Lucas lediglich den neunten Rang und wurden nicht für die neue Fußball-Bundesliga ab dem Startjahr 1963/64 nominiert.
Mit Trainer Helmut Kronsbein belegten die "Roten" hinter Meister FC St. Pauli und vor dem Dritten, SV Arminia Hannover, den zweiten Platz in der Fußball-Regionalliga Nord 1963/64 und zogen damit in die Aufstiegsrunde ein. Heiser hatte in der Regionalliga in 33 Spielen zehn Tore erzielt. In der Aufstiegsrunde setzte sich Hannover gegen den KSV Hessen Kassel, Alemannia Aachen und den FK Pirmasens durch und stieg in die Bundesliga auf. Heiser bestritt alle sechs Aufstiegsrundenspiele und schoss ein Tor. Der Angriff des Aufsteigers spielte überwiegend in der Formation mit Fred Heiser, Werner Gräber, Walter Rodekamp, Udo Nix und Georg Kellermann. Das Zuschauerinteresse war imponierend: am 28. Juni 1966 waren 70.000 Zuschauer im Niedersachsenstadion bei dem abschließenden 3:1-Heimerfolg gegen Kassel.
In den Jahren 1960 bis 1966 hatte Heiser auch im Europacup fünf Spiele absolviert und dabei zwei Tore gegen die Gegner Inter Mailand, Espanol Barcelona und FC Barcelona erzielt.
Mit dieser Angriffsbesetzung startete der Aufsteiger 1964/65 auch am 22. August 1964 mit einem 2:0-Auswärtserfolg bei Borussia Dortmund in die Bundesliga. Heiser kam im ersten Jahr Bundesliga auf 20 Einsätze und erzielte sieben Tore. In der dritten Saison 1966/67 wurde er von Trainer Horst Buhtz nur noch in zwei Spielen eingesetzt und beendete nach 38 Bundesligaspielen mit zwölf Toren im Sommer 1967 seine Karriere im Lizenzfußball.